# Birstein
Birstein település Németországban, Hessen tartományban. Lakosainak száma 6307 fő (2023. december 31.).

## Népesség
A település népességének változása:
| Lakosok száma | 6223 | 6198 | 6206 | 6203 | 6307 |
|               | 2017 | 2019 | 2021 | 2022 | 2023 |